# César Vidal
Augusto Paulo César De Sousa Vidal, född 28 maj 1970, är en svensk sångare. Han är sångare och frontfigur i rockbandet Caesars (tidigare Caesars Palace). Han har portugisiskt påbrå genom sin far.
År 2020 släppte han ett självbetitlat soloalbum.

## Diskografi

### Caesars/Caesars Palace
- 1998 – Youth Is Wasted on the Young
- 2000 – Cherry Kicks
- 2002 – Love for the Streets
- 2003 – 39 Minutes of Bliss (In an Otherwise Meaningless World) [samlingsalbum med låtar från albumen samt en singel B-sida]
- 2005 – Paper Tigers
- 2008 – Strawberry Weed